# 计算语言学协会
国际计算语言学协会（英語：Association for Computational Linguistics，缩写ACL）是自然语言处理领域影响力最大的主流学术组织。该协会主办或者联合主办一系列学术会议，例如ACL学术年会（或称ACL大会，Annual Meeting of the ACL）、自然语言处理中的经验方法会议（EMNLP）等。

## 历史
1954年，乔治城-IBM实验被展示并被媒体大量报道，维克托·英韦和诸多研究人员对该实验的宣传方式持反对意见。英韦认为这类实验需要经过明确的假设、慎重的测试和后续的审核。为了以更科学的态度研究这一全新领域，英韦找来威廉·洛克（William N. Locke），一起创办了学术期刊《机器翻译》。
随着机器翻译研究的兴起，多个大学开始举办小型研讨会。1959年，计算机协会（ACM）曾致信英韦，询问其是否乐意成立一个归于ACM旗下的机器翻译组织，英韦未接受该邀请。1962年，一众研究人员成立了一个独立的学术组织——“机器翻译和计算语言学协会”（Association for Machine Translation and Computational Linguistics），英韦担任首任主席，大卫·G·海斯担任副主席。但不久之后美国政府组织了自動語言處理顧問委員會（ALPAC）并于1966年发布了ALPAC报告，对机器翻译研究的前景做出了消极评价，导致之后研究资金大幅缩水。1965年《机器翻译》期刊由机器翻译和计算语言学协会接手，并更名为《机器翻译和计算语言学》，由于机器翻译方向的投稿明显减少，该期刊收录内容开始以计算语言学为主。1968年，“机器翻译和计算语言学协会”将名称中的机器翻译删去，改成为现名“计算语言学协会”。
该协会于1982年成立欧洲分会，1999年成立北美分会，2018年成立亚太分会。